# Алпијеш
Алпијеш (фр. Alpuech) насеље је и општина у јужној Француској у региону Миди Пирене, у департману Аверон која припада префектури Родез.
По подацима из 2011. године у општини је живело 72 становника, а густина насељености је износила 4,84 становника/km². Општина се простире на површини од 14,88 km². Налази се на средњој надморској висини од 1082 метара (максималној 1.303 m, а минималној 950 m).

## Демографија
| 1962. | 1968. | 1975. | 1982. | 1990. | 1999. | 2011. |
| ----- | ----- | ----- | ----- | ----- | ----- | ----- |
| 67    | 111   | 79    | 84    | 78    | 79    | 72    |

График промене броја становника у току последњих година